# Hoplandothrips vernus
Hoplandothrips vernus är en insektsart som beskrevs av Laurence A. Mound och Walker 1986. Hoplandothrips vernus ingår i släktet Hoplandothrips och familjen rörtripsar. Inga underarter finns listade i Catalogue of Life.